# Água de cristalização
Água de cristalização é água que ocorre em cristais mas não é ligada covalentemente a molécula ou íon "hospedeiro". O termo é arcaico e anterior a moderna química inorgânica estrutural, de uma época em que as relações entre estequiometria e estrutura eram pouco entendidas. No entanto, o conceito é amplo e quando empregado precisamente o termo pode ser útil.  Quando cristalizados a partir de água ou outros solventes, muitos compostos incorporam moléculas de água em suas grades cristalinas. Frequentemente, de fato, os casos específicos não podem ser cristalizados na ausência de água, mesmo que nenhuma ligação forte entre moléculas de água "hóspedes" possa ser evidente.
Classicamente, "água de cristalização" refere-se a água que é encontrada em uma grade cristalina de um complexo metálico mas que não é diretamente ligada ao íon metálico. Obviamente a "água de cristalização" é ligada ou interage com "alguns" outros átomos e íons ou não seria incluído na estrutura cristalina. Considere-se o caso do cloreto de níquel (II) hexaidrato. Este espécime tem a fórmula NiCl2(H2O)6.  Exame desta estrutura molecular revela que o cristal consiste de subunidades  [trans-NiCl2(H2O)4] que são ligadas por ligação de hidrogênio a cada outra ou duas outras moléculas isoladas de H2O. Então 1/3 das moléculas de água no cristal não são diretamente ligadas ao Ni2+, e esta pode ser denominada "água de cristalização".
Comparadas a sais inorgânicos, as proteínas cristalizam com quantidades anormalmente grandes de água na estrutura cristalina. Um conteúdo de água de 50 % não é incomum. O extenso "escudo" de hidratação é o que em cristalografia de proteínas se discute que na conformação do cristais não seja muito distante do que seja a conformação em solução.

## Exemplos adicionais
Um sal com água de cristalização associada é conhecido como um  hidrato.  A estrutura dos hidratos pode ser bastante elaborada, por causa da existência de ligações de hidrogênio que definem estruturas poliméricas. Historicamente, as estruturas de muitos hidratos eram desconhecidas, e o ponto na fórmula de um hidrato foi empregado para especificar a composição sem indicar como a água é limitada. Exemplos:
- CuSO4•5H2O - sulfato de cobre (II) pentaidrato
- CoI2•6H2O - iodeto de cobalto (II) hexaidrato
- SnCl2•2H2O - cloreto de estanho (II) di-hidrato

Desde a segunda metade do século XX, as estruturas dos hidratos mais comuns tem sido determinados por cristalografia, então o formalismo do ponto na grafia da fórmula tem tido crescentemente obsoleto. Outra razão para o uso do ponto é a simplicidade. Para muitos sais, a ligação exata da água não é importante porque as moléculas de água tornam-se lábeis sob dissolução.  Por exemplo, uma solução de aquosa preparada a partir de CuSO4•5H2O e CuSO4 anidro comportam-se identicamente.  Entretanto, o conhecimento do grau de hidratação é importante somente para determinação da massa equivalente: um mol de CuSO4•5H2O pesa mais que um mol de CuSO4, evidentemente.  Em alguns casos, o grau de hidratação pode ser crítico para o resultado das propriedades químicas. Por exemplo, RhCl3 anidro não é solúvel em água e é relativamente inútil em química de organometálicos aonde RhCl3•3H2O é versátil.  Similarmente, AlCl3 hidratado é um pobre ácido de Lewis e então é inativo como um catalisador das reações de Friedel-Crafts.  Amostras de AlCl3, portanto, devem ser protegidas da umidade atmosférica para prevenir a formação de hidratos.
Cristais do anteriormente mencionado sulfato de cobre hidratado consistem de centros [Cu(H2O)4]2+ ligados a íons SO42-.  O cobre é cercado por seis átomos de oxigênio, providos por dois grupos distintos sulfato e por quatro moléculas de água. Uma quinta água reside noutra parte da estrutura mas não se liga diretamente ao cobre. O iodeto de cobalto mencionado acima ocorre como [Co(H2O)6]2+ e I-.  No cloreto de estanho, cada Sn(II) central é piramidal (medindo o ângulo O/Cl-Sn-O/Cl 83°) sendo ligado a dois íons cloreto e uma molécula de água. A segunda água na fórmula unitária é ligada por ligação de hidrogênio ao cloreto e a molécula de água coordenada. A água de cristalização é estabilizada por atrações eletrostáticas, consequentemente hidratos são comuns para sais que contém cátions +2 e +3 assim como ânions -2.  Em alguns casos, a maior parte da massa de um composto pode dever-se a água. O sal de Glauber, um sólido branco cristalino de fórmula  Na2SO4(H2O)10 é mais de 50% em peso.

## Dessecação
Alguns compostos anidros são hidratados tão facilmente que são ditos serem higroscópicos e são usados como agentes de secagem ou dessecantes. Agentes comuns de secagem incluem CaCl2 e Na2SO4.